# La Dame aux cheveux blancs
Pour plus de détails, voir Fiche technique et Distribution.
La Dame aux cheveux blancs (Someone to Remember) est un film américain de Robert Siodmak, sorti en 1943. Le film est sorti le 21 août 1943, distribué par Republic Pictures.

## Synopsis
Une université achète un immeuble résidentiel et a l'intention d'en expulser les habitants, mais une vieille dame, Sarah Freeman, explique qu'elle a un bail à toute épreuve qu'elle est la seule à pouvoir le rompre. Le représentant de l'école, Jim Parsons, accepte de la laisser rester, après quoi les étudiants masculins découvrent qu'une vieille femme partagera leur dortoir.
Les garçons aiment Sarah, qui a passé 27 ans là à attendre le retour d'un petit-fils disparu, ne voulant pas croire qu'il est parti pour de bon. Après avoir aidé un jeune couple, Lucia et Tom, pour leur romance et leurs études, Sarah pense que le garçon disparu est sur le point de revenir enfin. Peu de temps après, un ami révèle que le garçon a été tué il y a de nombreuses années, mais que personne n'avait réussi à convaincre Sarah de l'accepter.

## Fiche technique
- Titre français : La Dame aux cheveux blancs ou J'avais un fils[2]
- Titre original : Someone to Remember ou Gallant Thoroughbred ou Prodigal's Mother
- Réalisation : Robert Siodmak
- Scénario : Frances Hyland, d'après une histoire de Ben Ames Williams
- Producteur associé : Robert North
- Directeur de la photographie : Jack Marta
- Montage : Ernest J. Nims
- Ingénieur du son : Dick Tyler Sr.
- Société de production : Republic Pictures
- Pays de production :  États-Unis
- Langue originale : anglais américaine
- Format : Noir et blanc - 1,37:1 - Son mono
- Genre : Drame
- Durée : 80 minutes
- Date de sortie : 
  - États-Unis : 21 août 1943
  - France : 29 décembre 1944

## Distribution
- Mabel Paige : Mrs. Freeman
- Harry Shannon : Tom Gibbons
- John Craven : Dan Freeman
- Dorothy Morris : Lucia Stanton
- Charles Dingle : Jim Parsonss
- David Bacon : Ike Dale
- Peter Lawford : Joe Downes
- Tom Seidel : Bill Hedge
- Richard Crane : Paul Parker
- Chester Clute : Mr. Roseby
- Elizabeth Dunne : la timide Miss Green
- Vera Lewis : l'agressive Miss Green
- John Good : Charlie Horne
- Russell Hicks : Mr. Stanton
- Wilbur Mack : Mr. Thurber